# Charles Gordon Stewart
Charles Gordon Stewart, britanski general, * 19. november 1891, † 13. avgust 1965.